# 馮萬青
馮萬青（1789年—？），雲南澂江府新興州人，清朝軍事將領，同武進士出身。
嘉慶十二年（1807年），武舉中試。嘉慶十四年（1809年），登己巳恩科武進士，以營守備用。嘉慶二十五年（1820年），任山西河保營守備。道光五年，任山西新平路守備。道光七年，任江南漕標左營都司。道光十三年，任江南河標右營遊擊。道光十八年，任江蘇撫標中軍參將。道光二十年，赴江蘇上海的軍營防堵。道光二十一年，赴浙江軍營差遣、兩江督標中軍副將。道光二十四年，授河南南陽鎮總兵。